# All Out (2021)
All Out (2021) – gala wrestlingu wyprodukowana przez federację i dla zawodników All Elite Wrestling (AEW). Odbyła się 5 września 2021 w Now Arena w Hoffman Estates w stanie Illinois. Emisja była przeprowadzana na żywo przez serwis strumieniowy B/R Live w Ameryce Północnej i za pośrednictwem FITE TV na całym świecie oraz w systemie pay-per-view. Była to trzecia gala w chronologii cyklu All Out.
Na gali odbyło się dziesięć walk, w tym jedna podczas pre-show Buy In. W walce wieczoru, Kenny Omega pokonał Christiana Cage’a broniąc AEW World Championship. W innych ważnych walkach, CM Punk pokonał Darby’ego Allina (co było pierwszą walką Punka w AEW, a także pierwszą walką Punka w profesjonalnym wrestlingu od siedmiu lat), Chris Jericho pokonał MJF-a, Lucha Brothers (Penta El Zero Miedo i Rey Fénix) pokonali The Young Bucks (Matta Jacksona i Nicka Jacksona) w Steel Cage matchu zdobywając AEW World Tag Team Championship, Dr. Britt Baker, D.M.D. pokonała Kris Statlander i obroniła AEW Women’s World Championship, oraz Miro obronił AEW TNT Championship pokonując Eddiego Kingstona. Na gali zobaczyliśmy kilka debiutów w AEW takich jak: Minoru Suzuki, Adam Cole, Ruby Soho (która wygrsła Casino Battle Royale) oraz Bryan Danielson (ostatnia dwójka była wcześniej znana odpowiednio jako Ruby Riott i Daniel Bryan, w WWE).

## Produkcja
All Out oferowało walki profesjonalnego wrestlingu z udziałem wrestlerów należących do federacji All Elite Wrestling. Oskryptowane rywalizacje (storyline’y) kreowane są podczas cotygodniowych gal Dynamite, Rampage i Dark oraz podczas odcinków serii Being The Elite. Wrestlerzy są przedstawieni jako heele (negatywni, źli zawodnicy i najczęściej wrogowie publiki) i face’owie (pozytywni, dobrzy i najczęściej ulubieńcy publiki), którzy rywalizują pomiędzy sobą w seriach walk mających budować napięcie. Kulminacją rywalizacji jest walka wrestlerska lub ich seria.

### Rywalizacje
Kenny Omega jest posiadaczem AEW World Championship od 2 grudnia 2020 roku, kiedy to zdobył tytuł od Jona Moxleya na Winter Is Coming. W marcu 2021 roku, kiedy Christian Cage miał wystąpić po raz pierwszy w Dynamite, Omega i jego menedżer Don Callis przerwali segment, co ostatecznie doprowadziło do konfrontacji między Omegą i Christianem. Po tym, jak Christian zdobył osiem zwycięstw, został namaszczony w sierpniu 2021 roku jako pretendent numer jeden do AEW World Championship. Walka została następnie ustalona na All Out. Przed galą, Christian pokonał Omegę i wygrał Impact World Championship na debiutanckim odcinku Rampage 13 sierpnia, który był pierwszą przegraną Omegi od czasu gali Full Gear w 2019 roku.
Począwszy od lipca 2021 roku zaczęły krążyć plotki, że były wrestler WWE CM Punk, który przeszedł na emeryturę z profesjonalnego wrestlingu od 2014 roku, podpisał kontrakt z AEW. Podczas Fight for the Fallen 28 lipca, Darby Allin ogłosił, że chce zmierzyć się z "best in the world", pseudonim, którego używał Punk podczas swojego pobytu w WWE. Na The First Dance 20 sierpnia, Punk zadebiutował z niecierpliwością w AEW i wyzwał Allina na pojedynek na All Out.
We wrześniu 2020 roku, Maxwell Jacob Friedman (MJF) wraz z Chrisem Jericho rozpoczął opowieść o tym, czy MJF może dołączyć do frakcji Jericho, The Inner Circle. Na gali Full Gear 7 listopada 2020 roku, MJF pokonał Jericho, tym samym zgodnie z warunkami walki dołączył do frakcji Jericho. 10 marca 2021 na Dynamite, gdy Jericho miał zamiar wyrzucić MJF z frakcji za spiskowanie przeciwko niemu, MJF ujawnił, że zamiast tego potajemnie zbudował własną frakcję: The Pinnacle, która zaatakowała The Inner Circle. Na gali Blood and Guts 5 maja, The Pinnacle pokonał The Inner Circle w walce Blood and Guts, kiedy MJF zagroził, że zrzuci Jericho ze stalowej klatki, co doprowadziło do poddania się The Inner Circle. Mimo to MJF wyrzucił Jericho z klatki. Kiedy Jericho prowadził pojedynek z MJF, ten ostatni w lipcu postawił Jericho wyzwanie, dzięki któremu MJF mógł wybrać typy walk i przeciwników Jericho w serii pięciu walk, ale Jericho nie mógł przegrać żadnej walki, gdyby chciał zmierzyć się z MJF-em w piątej walce. W fabule "Labors of Jericho" Jericho pokonał Shawna Spearsa, Nicka Gage’a, Juventud Guerrerę i Wardlowa, ale przegrał finałową walkę z MJF-em na Dynamite 18 sierpnia, gdzie wszystko, co "Judas" zostało zakazane, w tym jego popisowy ruch, efekt Judasza, którego MJF użył na Jericho. W następnym tygodniu, Jericho wyzwał MJF-a na kolejną walkę na All Out, zastrzegając, że jeśli Jericho przegra, już nigdy nie zawalczy w AEW; MJF zaakceptował wyzwanie.
Podczas inauguracyjnego wydarzenia All Out w 2019 roku, The Lucha Brothers (Penta El Zero Miedo i Rey Fénix) pokonali The Young Bucks (Matta Jacksona i Nicka Jacksona) w Ladder matchu. 7 listopada 2020 roku na Full Gear, The Young Bucks zdobyli AEW World Tag Team Championship od FTR (Cash Wheeler i Dax Harwood). Po tym, jak The Young Bucks przeprowadzili kilka udanych obron tytułu z powodu nielegalnej ingerencji ich frakcji, The Elite, na odcinku Dynamite z 18 sierpnia 2021 roku ogłoszono, że The Young Bucks będzie bronić mistrzostwa na All Out w Steel Cage matchu, aby zapobiec jakiejkolwiek ingerencji z zewnątrz, a ich rywale zostaną wyłonieni przez turniej eliminacyjny składający się z czterech tag teamów. W następnym tygodniu, The Lucha Brothers pokonali Varsity Blonds (Brian Pillman Jr. i Griff Garrison) i awansowali do finału turnieju, który miał miejsce 27 sierpnia na odcinku Rampage, gdzie The Lucha Brothers pokonali Jurassic Express (Jungle Boy i Luchasaurus), aby zakwalifikować się do walki o tytuł.
30 maja, Dr. Britt Baker, D.M.D. pokonała Hikaru Shidę na Double or Nothing, aby zdobyc AEW Women’s World Championship. Tymczasem Kris Statlander wróciła do telewizji w marcu 2021 roku po tym, jak od czerwca 2020 roku cierpiała na kontuzję więzadła krzyżowego przedniego.  Statlander miała azwycięską passę i ostatecznie została zawodniczką numer jeden w rankingu dywizji kobiet; w związku z tym AEW ogłosiło 25 sierpnia, że Statlander zmierzy się z Baker o tytuł na All Out.
Miro pokonał Darby'ego Allina o tytuł AEW TNT Championship 12 maja na odcinku Dynamite. 25 sierpnia na odcinku Dynamite, Miro, jako "Odkupiciel", wyzwał Eddiego Kingstona do walki o bycie "grzesznikiem". 27 sierpnia na odcinku Rampage, po tym, jak Miro zaatakował i zdemaskował Fuego Del Sol, Kingston zaatakował Miro. Walka o TNT Championship pomiędzy nimi została ustalona na All Out.
W lutym 2021 roku, AEW nawiązał współpracę z New Japan Pro-Wrestling (NJPW). 25 sierpnia na odcinku Dynamite, Jon Moxley powiedział, że wysłał otwarte wyzwanie do japońskich zapaśników, ale tylko zapaśnik NJPW Satoshi Kojima zaakceptował, dlatego on i Kojima będą walczyć na All Out.
11 sierpnia na odcinku Dynamite, kiedy QT Marshall i jego sojusznicy zaatakowali syna komentatora Tony’ego Schiavone’a, także komentator Paul Wight przyszedł z pomocą Schiavonom. W następnym tygodniu Wight ogłosił, że zmierzy się z Marshallem na All Out, zaznaczając swoją pierwszą walkę w AEW po podpisaniu kontraktu z firmą jako komentator w lutym.
2 września, 10-man Tag Team match, w którym Best Friends (Orange Cassidy, Chuck Taylor i Wheeler Yuta) oraz Jurassic Express (Jungle Boy i Luchasaurus) zmierzą się z Hardy Family Office (Matt Hardy, Private Party (Isiah Kassidy i Marq Quen) oraz The Hybrid 2 (Angélico i Jack Evans)), która została ogłoszona na pre-show. 

#### Odwołana walka
11 sierpnia na odcinku Dynamite, na All Out ustalono walkę pomiędzy Andrade El Idolo i Pac-iem. 1 września ogłoszono, że walka odbędzie się w przyszłym odcinku Rampage, ponieważ Pac ma problemy z podróżą związane z pandemią COVID-19.

## Wyniki walk
| Nr                                                                   | Wyniki | Stypulacje                                                                        | Czas  |
| -------------------------------------------------------------------- | --- | --------------------------------------------------------------------------------- | ----- |
| 1P                                                                   | Best Friends (Orange Cassidy, Chuck Taylor i Wheeler Yuta) oraz Jurassic Express (Jungle Boy i Luchasaurus) (z Marko Stuntem) pokonali Hardy Family Office (Matta Hardy’ego, Private Party (Isiaha Kassidy’ego i Marqa Quena) oraz The Hybrid 2 (Angélico i Jacka Evansa) (z The Bladem) poprzez submission | 10-man tag team match                                                             | 9:25  |
| 2                                                                    | Miro (c) pokonał Eddiego Kingstona | Singles match o AEW TNT Championship                                              | 13:25 |
| 3                                                                    | Jon Moxley pokonał Satoshi Kojimę | Singles match                                                                     | 12:10 |
| 4                                                                    | Dr. Britt Baker, D.M.D. (c) (z Jamie Hayter i Rebel) pokonała Kris Statlander (z Orangem Cassidym) poprzez submission | Singles match o AEW Women’s World Championship                                    | 11:25 |
| 5                                                                    | Lucha Brothers (Penta El Zero Miedo i Rey Fénix) (z Alexem Abrahantesem) pokonali The Young Bucks (Matta Jacksona i Nicka Jacksona) (c) (z Brandonem Cutlerem) | Steel Cage match o AEW World Tag Team Championship                                | 22:05 |
| 6                                                                    | Ruby Soho wygrała eliminując jako ostatnią Thunder Rosę | 21-osobowy Casino Battle Royale o przyszłą walkę o AEW Women’s World Championship | 22:00 |
| 7                                                                    | Chris Jericho pokonał MJF-a poprzez submission | Singles match Jeśli Jericho przegra, będzie musiał zakończyć karierę ringową.     | 21:15 |
| 8                                                                    | CM Punk pokonał Darby’ego Allina | Singles match                                                                     | 16:40 |
| 9                                                                    | Paul Wight pokonał QT Marshalla (z Aaronem Solo i Nickiem Comoroto) | Singles match                                                                     | 3:10  |
| 10                                                                   | Kenny Omega (c) (z Don Callisem) pokonał Christiana Cage’a | Singles match o AEW World Championship                                            | 21:20 |
| (c) – mistrz/mistrzyni przed walkąP – walka miała miejsce w pre-show | |                                                                                   |       |

### Turniej AEW World Tag Team Championship Eliminator
|  |                                                                                   |                                                                                   |                |     |                                  |                                  |
|  | Półfinały Rampage: The First Dance (20 sierpnia 2021) Dynamite (25 sierpnia 2021) | Półfinały Rampage: The First Dance (20 sierpnia 2021) Dynamite (25 sierpnia 2021) |                |     | Finał Rampage (27 sierpnia 2021) | Finał Rampage (27 sierpnia 2021) |
|  | Półfinały Rampage: The First Dance (20 sierpnia 2021) Dynamite (25 sierpnia 2021) | Półfinały Rampage: The First Dance (20 sierpnia 2021) Dynamite (25 sierpnia 2021) |                |     | Finał Rampage (27 sierpnia 2021) | Finał Rampage (27 sierpnia 2021) |
|  |                                                                                   |                                                                                   |                |     |                                  |                                  |
|  |                                                                                   |                                                                                   |                |     |                                  |                                  |
|  | Private Party (Isiah Kassidy i Marq Quen)                                         | 10:05                                                                             |                |     |                                  |                                  |
|  | Private Party (Isiah Kassidy i Marq Quen)                                         | 10:05                                                                             |                |     |                                  |                                  |
|  | Jurassic Express (Jungle Boy i Luchasaurus)                                       | Pin                                                                               |                |     |                                  |                                  |
|  | Jurassic Express (Jungle Boy i Luchasaurus)                                       | Pin                                                                               |                |     | Jurassic Express                 | 12:47                            |
|  |                                                                                   |                                                                                   |                |     | Jurassic Express                 | 12:47                            |
|  |                                                                                   |                                                                                   | Lucha Brothers | Pin |                                  |                                  |
|  | Varsity Blonds (Brian Pillman Jr. i Griff Garrison)                               | 8:58                                                                              | Lucha Brothers | Pin |                                  |                                  |
|  | Varsity Blonds (Brian Pillman Jr. i Griff Garrison)                               | 8:58                                                                              |                |     |                                  |                                  |
|  | Lucha Brothers (Penta El Zero Miedoi Rey Fenix)                                   | Pin                                                                               |                |     |                                  |                                  |
|  | Lucha Brothers (Penta El Zero Miedoi Rey Fenix)                                   | Pin                                                                               |                |     |                                  |                                  |
|  |                                                                                   |                                                                                   |                |     |                                  |                                  |

### Casino Battle Royale
| Kolor  | Wrestlerka    | Nr. eliminacji | Wyeliminowany przez | Eliminacje |
| ------ | ------------- | -------------- | ------------------- | ---------- |
| Trefle | Hikaru Shida  | 6              | Nylę Rose           | 1          |
| Trefle | Skye Blue     | 1              | Abadon              | 0          |
| Trefle | Emi Sakura    | 3              | Hikaru Shidę        | 0          |
| Trefle | The Bunny     | 11             | Annę Jay            | 1          |
| Trefle | Abadon        | 2              | The Bunny           | 1          |
| Karo   | Anna Jay      | 12             | Penelope Ford       | 1          |
| Karo   | Kiera Hogan   | 4              | Nylę Rose           | 0          |
| Karo   | KiLynn King   | 5              | Nylę Rose           | 0          |
| Karo   | Diamante      | 8              | Big Swole           | 0          |
| Karo   | Nyla Rose     | 19             | Thunder Rosę        | 5          |
| Kiery  | Thunder Rosa  | 20             | Ruby Soho           | 1          |
| Kiery  | Penelope Ford | 17             | Tay Conti           | 1          |
| Kiery  | Riho          | 7              | Jamie Hayter        | 0          |
| Kiery  | Jamie Hayter  | 14             | Jade Cargill        | 1*         |
| Kiery  | Big Swole     | 9              | Jamie Hayter        | 1          |
| Piki   | Tay Conti     | 18             | Nylę Rose           | 1          |
| Piki   | Red Velvet    | 15             | Jade Cargill        | 1          |
| Piki   | Leyla Hirsch  | 13             | Jade Cargill        | 0          |
| Piki   | Jade Cargill  | 16             | Nylę Rose           | 3          |
| Piki   | Rebel         | 10             | Red Velvet          | 0          |
| Joker  | Ruby Soho     | —              | Zwyciężczyni        | 1          |

* - chociaż Riho została uznana za wyeliminowaną z All Out Battle Royalu przez Jamie Hayter w czasie gali, dowody w postaci nagrań wideo zostały pokazane podczas odcinka Dynamite z 24 listopada 2021 roku, że Riho nie została poprawnie wyeliminowana.